# Кастелветро Пјачентино
Кастелветро Пјачентино је насеље у Италији у округу Пјаченца, региону Емилија-Ромања.
Према процени из 2011. у насељу је живело 4293 становника. Насеље се налази на надморској висини од 38 м.

## Становништво
| 1951. | 1961. | 1971. | 1981. | 1991. | 2001. | 2011. |
| ----- | ----- | ----- | ----- | ----- | ----- | ----- |
| 5.380 | 5.264 | 5.061 | 5.051 | 4.874 | 4.839 | 5.584 |